# Supercopa polonesa de futbol
La supercopa polonesa de futbol és una competició de futbol de Polònia que enfronta anualment els campions de la lliga i la copa poloneses.

## Historial
En negreta l'equip campió.
| Any  | Campió de lliga      | Campió de copa        | Resultat         |
| ---- | -------------------- | --------------------- | ---------------- |
| 1983 | Lech Poznań          | Lechia Gdańsk         | 0-1              |
| 1984 | no es disputà        | no es disputà         | no es disputà    |
| 1985 | no es disputà        | no es disputà         | no es disputà    |
| 1986 | no es disputà        | no es disputà         | no es disputà    |
| 1987 | Gornik Zabrze        | WKS Śląsk Wrocław     | 0-2              |
| 1988 | Gornik Zabrze        | Lech Poznań           | 2-1              |
| 1989 | KS Ruch Chorzów      | Legia Varsòvia        | 0-3              |
| 1990 | Lech Poznań          | Legia Varsòvia        | 3-1              |
| 1991 | MKS Zaglebie Lubin   | GKS Katowice          | 1-1 (2-3 penals) |
| 1992 | Lech Poznań          | Miedź Legnica         | 4-2              |
| 1993 | no es disputà ¹      | no es disputà ¹       | no es disputà ¹  |
| 1994 | KSP Polonia Warszawa | ŁKS Łódź              | 6-4 ²            |
| 1995 | Legia Varsòvia       | GKS Katowice          | 0-1 ²            |
| 1996 | Widzew Łódź          | KS Ruch Chorzów       | 0-0 (5-4 penals) |
| 1997 | Widzew Łódź          | Legia Varsòvia        | 1-2              |
| 1998 | ŁKS Łódź             | Amica Wronki          | 0-1              |
| 1999 | Wisla Kraków         | Amica Wronki          | 0-1              |
| 2000 | KSP Polonia Warszawa | Amica Wronki          | 4-2              |
| 2001 | Wisla Kraków         | KSP Polonia Warszawa  | 4-3              |
| 2002 | no es disputà 3      | no es disputà 3       | no es disputà 3  |
| 2003 | no es disputà        | no es disputà         | no es disputà    |
| 2004 | Wisla Kraków         | Lech Poznań           | 2-2 (1-4 penals) |
| 2005 | no es disputà        | no es disputà         | no es disputà    |
| 2006 | Legia Varsòvia       | Wisła Plock           | 1-2              |
| 2007 | MKS Zaglebie Lubin   | GKS Bełchatów 4       | 1-0              |
| 2008 | Wisła Kraków         | Legia Varsòvia        | 1-2              |
| 2009 | Wisła Kraków         | Lech Poznań           | 1-1 (3-4 penals) |
| 2010 | Lech Poznań          | Jagiellonia Białystok | 0-1              |
| 2011 | Wisła Kraków         | Legia Varsòvia        | no es disputà    |
| 2012 | Śląsk Wrocław        | Legia Varsòvia        | 1:1 (4-2 penals) |
| 2013 | no es disputà        | no es disputà         | no es disputà    |
| 2014 | Legia Varsòvia       | Zawisza Bydgoszcz     | 2:3              |
| 2015 | Lech Poznań          | Legia Varsòvia        | 3:1              |

¹ No es disputà, ja que la federació no pogué decidir l'equip campió del 1993. 

² Classificats com a finalistes de la copa, en haver guanyat el Legia el doblet. 

3 No es disputà per problemes financers.

4 Belchatow entrà com a segon de la lliga.